# Покоління, що досягло мети
«Покоління, що досягло мети» (англ. Target Generation, інша назва англ. Spacebred Generations) — коротка науково-фантастична  повість американського письменника Кліффорда Сімака. Вперше опублікована 1953 року. 

## Сюжет
На кораблі поколінь, запущеному із Землі до іншої зірки, за час польоту повинно змінитися сорок поколінь людей. Корабель має повністю автоматичне керування польотом і системами життєзабезпечення. В результаті люди через кілька поколінь повністю втратили всі наукові знання, грамотність і адекватні уявлення про те, де вони знаходяться і навіщо. Книги були знищені, грамотність і наукові знання оголошені шкідливими і караними. Знання про початок польоту і його цілі були замінені Міфом про Кораблі як центр світу і джерело життя. Корабель і картини із зображеннями земних пейзажів стали об'єктами релігійного поклоніння. Але одного разу двигуни корабля вимикаються, розподіл тяжіння змінюється. Проте, люди продовжують вести колишній спосіб життя.
Головний герой, Джон Гофф, був таємно навчений грамотності своїм батьком, і отримав від нього знання про те, що їх існування має якусь іншу мету, якої вони колись досягнуть, і що на кораблі у таємному місці зберігається лист, який треба розкрити «у разі крайньої необхідності», прочитати і виконати написане в ньому. Коли він прочитав лист і включив машину, що автоматично вклала в нього наукові знання, він зрозумів, що їх космічний політ до іншої зірки добігає кінця, і на заключному етапі необхідно управляти кораблем вручну, аби уникнути падіння на зірку і виконати пошук придатних для життя планет.
Але натовп його вистежив, і він, застосувавши зброю, що була з листом, ледве встигає сховатися в командній рубці. Йому вдається врятувати корабель від падіння на зірку і направити його до придатної для життя планети.